# Nomura Holdings
Nomura Holdings, Inc. (яп. 野村ホールディングス株式会社, NHI) — японська фінансова холдингова компанія, що входить в дзайбацу «Номура». Найбільша брокерська компанія Японії.
Осакская Nomura Securities Co. відокремилася від Osaka Nomura Bank (нині Daiwa Bank) 25 грудня 1925 року, а 1 жовтня 2001 Nomura прийняла холдингову структуру, перетворившись, таким чином, в Nomura Holdings. Nomura Securities була переформована в дочірню компанію. У вересні 2008 року було оголошено, що Nomura Holdings викупить активи інвестиційного банку Lehman Brothers в Європі, на Близькому Сході та в Азіатсько-Тихоокеанському регіоні, за 225 млн доларів. З компанією афілійований аналітичний центр Дослідний інститут Номура.

## Компанії
- Nomura Securities Co.
- Nomura Asset Management Co., Ltd.
- The Nomura Trust & Banking Co., Ltd.
- Nomura Babcock & Brown Co., Ltd.
- Nomura Capital Investment Co., Ltd.
- Nomura Investor Relations Co., Ltd.
- Nomura Principal Finance Co., Ltd.
- Nomura Funds Research And Technologies Co., Ltd.
- Nomura Pension Support & Service Co., Ltd.
- Nomura Research & Advisory Co., Ltd.
- Nomura Business Services Co., Ltd.
- Nomura Satellite Communications Co., Ltd.
- Nomura Facilities, Inc.
- Nomura Institute of Capital Markets Research
- Instinet Inc
- Nomura India Services Pvt. Ltd.